# فائض الناتج
فائض الناتج (بالألمانية Mehrprodukt) هو مفهوم اقتصادي صوّره كارل ماركس في نقده للاقتصاد السياسي. بدأ ماركس بداية في التفكير بفائض الناتج في ملاحظاته لعام 1844 على عناصر الاقتصاد السياسي لجيمس ميل.
استخدم مصطلح «فائض الناتج» في الفكر الاقتصادي والتجارة فترة طويلة (لا سيما من قبل الفيزيوقراطيين)، لكن في «رأس المال»، أعطت نظريات فائض القيمة والجرنريسة لماركس المفهوم مكانة مركزية في تفسيره للتاريخ الاقتصادي. في الوقت الحاضر، يُستخدم المفهوم بشكل رئيس في الاقتصاد الماركسي، كما في الأنثروبولوجيا السياسية والأنثروبولوجيا الثقافية والأنثروبولوجيا الاقتصادية.
الترجمة المتكررة لكلمة «Mehr» الألمانية إلى «فائض» تجعل المصطلح «فائض الناتج» نوعًا ما غير دقيق، لأنه يوحي للمتحدثين باللغة العربية أن الناتج المشار إليه «غير مستخدم» أو «لا يلزم» أو «متكرر»، بينما إذا أردنا أن نكون أكثر دقة، تعني تلك الكلمة «أكثر»، لذا وجب أن تكن الترجمة الأدق «القيمة المضافة»، وهي مقياس للناتج الصافي (على الرغم من أنه في استخدام ماركس الخاص، فإن هذا المصطلح يعني وجود فائض في القيمة نحصل عليه من استخدام رأس المال، أي أنه يشير إلى صافي الإضافة إلى قيمة رأس المال المملوك).

## الاقتصاد الكلاسيكي
في نظريات فائض القيمة، يقول ماركس في الاقتصاد الكلاسيكي أن «الفائض» يشير إلى وجود زيادة في إجمالي الدخل مقارنة بالتكلفة، ما يعني ضمنًا أن قيمة البضائع المباعة كانت أكبر من مجموع تكاليف إنتاجها. هكذا يمكنك «كسب المال». يمثل الفائض إضافة صافية إلى رصيد الثروة. كان السؤال النظري الرئيس هو شرح أنواع التأثيرات على حجم الفائض، أو كيف نشأ هذا الفائض، وذلك لوجود تأثير للفائض على الأموال المتاحة لإعادة الاستثمار وعلى الرسوم الضريبية وثروات الأمم، وعلى النمو الاقتصادي خصوصًا.
كانت هذه المشكلة مربكة من الناحية النظرية، لأن في بعض الأحيان كان يبدو أن الفائض نشأ من تداول الأصول الموجودة بذكاء، بينما كان يبدو في أوقات أخرى أن الفائض نشأ بسبب إضافة قيمة جديدة في عملية الإنتاج. بمعنى آخر، يمكن تكوين فائض بطرق مختلفة، ويمكن أن يصبح المرء ثريًا إما على حساب شخص آخر، أو عبر خلق ثروة أكثر مما كان وُجد من قبل، أو عبر مزيج من الاثنين معًا. من هنا نشأت المشكلة الصعبة والمتمثلة في كيفية وضع نظام للمداخيل والنفقات الإجمالية والصافية لتقدير قيمة الثروة الإضافية الجديدة التي كوّنها بلد معين. لعدة قرون، ساد الخلاف حول هذا الموضوع، لأنه كان لدى كل اقتصادي نظرته الخاصة حول المصادر الحقيقية لتكوين الثروات، حتى لو كانوا جميعًا موافقين على أن قيمة الإنتاج يجب أن تساوي مجموع الإيرادات الجديدة التي تولدها للمنتجين.
كان الاقتصاد السياسي يعَد أساسًا «علمًا أخلاقيًا» وُلِد من رحم الغموض الأخلاقي والقانوني لعمليات التداول. كان من الصعب من الناحية التحليلية الانتقال من مداخيل الأفراد -التي كان مصدرها المباشر واضحًا إلى حد ما- إلى دراسة مداخيل المجموعات والطبقات الاجتماعية والأمم. كان لابد من وضع «نظام للمتعاملين» يُظهر إجمالي المبيعات والمشتريات والتكاليف والمداخيل، لكن الاختلاف يكمن في كيفية تركيب هذا النظام. اعتقدت المدرسة الفيزيوقراطية أن كل الثروات تنشأ من الأرض، وأن نظام المحاسبة الاجتماعية كان مصممًا لإظهار ذلك بوضوح.

## تعريف ماركس
في كتاب  رأس المال وكتاباته الأخرى، يقسّم ماركس «الناتج الاجتماعي» الجديد للسكان العاملين (تدفق إجمالي إنتاج المجتمع من المنتجات الجديدة في فترة زمنية محددة) إلى ناتج ضروري وناتج فائض. من الناحية الاقتصادية، يشير الناتج «الضروري» إلى ناتج المنتجات والخدمات اللازمة للمحافظة على عدد كبير من العمال وعيالهم وفقًا لمستوى المعيشة السائد. الناتج «الفائض» هو كل ما يفيض عن تلك الضروريات. من الناحية الاجتماعية، يعكس هذا التقسيم للناتج الاجتماعي الادعاءات الخاصة بكلٍ من الطبقة العاملة والطبقة الحاكمة على الثروة الجديدة التي كُوّنت.
- مع ذلك، وبالمعنى الدقيق للكلمة، يعتبر هكذا تمييز عامٌ مجردٌ تبسيطًا، وذلك لثلاثة أسباب على الأقل.
- يجب أن يحتفظ المجتمع بجزء بسيط من الناتج الاجتماعي الجديد في الاحتياطي في كل الأوقات. هذه الاحتياطيات (التي تسمى أحيانًا «المخزونات الإستراتيجية») لا تتوفر عادة للتوزيع الفوري، لكنها مخزّنة وهي شرطٌ ضروريٌ للنجاة على المدى الطويل. يجب الحفاظ على هذه الاحتياطيات، حتى لو لم يُنتج أي فائض إضافي لتلبية المتطلبات الفورية، وبالتالي يمكن اعتبارها تكلفة تكاثر دائمة، يُنظر إليها دائمًا على المدى الطويل بدل اعتبارها فائضًا حقيقيًا. هناك عامل معقد إضافي يتمثل في النمو السكاني، حيث تعني الزيادة السكانية أنه يجب زيادة الناتج لضمان بقاء هؤلاء السكان. في المجتمعات البدائية، يعني عدم كفاية الإنتاج أن الناس سيموتون، لكن في المجتمعات المعقدة، يجب تحقيق نمو مستمر بالناتج للمحافظة على عدد متزايد من السكان (وهذا ما يعترف به ماركس في كتابه «رأس المال»، المجلد الثالث، الفصل 48 حيث كتب: «مطلوب كمية محددة من فائض العمالة كضمان ضد الحوادث التي يمكن أن تقع مستقبلًا، كما أنه من الضروري تحقيق زيادة تدريجية في عملية التكاثر تماشيًا مع تطور الاحتياجات ونمو السكان، وهو ما يسمى المراكمة من وجهة نظر الرأسمالي»).
- في كل زمان، سنجد جزءًا من البالغين القادرين على العمل عاطلين عنه، ومع ذلك، يجب الحفاظ على حياة هؤلاء الأشخاص بطريقة أو بأخرى.

يبدو مفهوم الفائض الاجتماعي بسيطًا ومباشرًا للوهلة الأولى، لكنه مفهوم مكعقدٌ جدًا بالنسبة لعلماء الاجتماع. ينكشف العديد من التعقيدات عندما يحاول هؤلاء قياس فائض الناتج لدى مجتمع اقتصادي معين.

## استخداماته
في عملية الإنتاج، يجب أن يحافظ الناس على أصولهم باستمرار، واستبدال أصولهم، واستهلاك بعض المنتجات، لكن بإمكانهم خلق ما يتجاوز تلك المتطلبات، إذا افترضنا أن إنتاجية اليد العاملة تكفي لتحقيق ذلك.
يمكن لفائض الناتج الاجتماعي هذ أن يكون:
- مدمرًا أو مهدورًا
- محتفظًا به كاحتياط أو مُخزّنًا
- مستهلكًا
- متداولًا أو منقولًا من وإلى الآخرين
- معادٌ استثماره[10]

وبالتالي، كمثال بسيط، يمكن تخزين فائض البذور أو أكلها أو المتاجرة بها لشراء منتجات أخرى، كما يمكن زراعتها أو حتى تركها لتتعفن. لكن، على سبيل المثال، إذا امتلك 90 شخصًا 5 أكياس من الحبوب، وامتلك 10 أشخاص 100 كيس من الحبوب، فسيكون من المستحيل عمليًا على هؤلاء الأشخاص العشرة استخدام كل تلك الحبوب بأنفسهم، سيتاجرون بها على الأرجح أو يوظفون أشخاص آخرين لزراعتها. بما أن 5 أكياس من الحبوب لا تكفي 90 شخصًا، فمن المحتمل أن يكون هؤلاء مستعدين للعمل لدى الأشخاص العشرة الذين يمتلكون حبوبًا أكثر مما يمكنهم استهلاكه، وذلك من أجل الحصول على بعض الحبوب الإضافية مقابل عملهم.

### النمو الاقتصادي
إذا تم الاحتفاظ بالمنتج الفائض كاحتياطي أو هُدر أو استُهلك، فلن يحدث أي نمو اقتصادي. فقط عندما يُتداول بالفائض أو يعاد استثماره يصبح من الممكن زيادة حجم الإنتاج. بالنسبة لمعظم تاريخ الحضارة المدنية، كان فائض المواد الغذائية هو الأساس لتحقيق فائضٍ في الناتج، سواء حُصّل من خلال التجارة أو عبر فرض الضرائب.